# 橘高香純
橘高 香純（きったか かすみ、1986年8月27日 - ）はアナウンサーを務めた後に日本気象協会九州支社所属の気象予報士に成っている。

## 概要
広島県府中市出身。
2010年（平成22年）4月にNHK高知放送局に契約キャスターとして入局し、2011年（平成23年）3月まで在籍。
2011年（平成23年）6月に愛媛朝日テレビにアナウンサーとして入社し、2012年（平成23年）9月まで在籍。ユニット「女子アナ魂!白雪娘」として活動した。
2012年（平成24年）10月に広島テレビ放送にアナウンサーとして入社し、2014年（平成26年）3月まで在籍。
広島テレビ放送を退職後はフリーアナウンサーに転身。
2016年（平成28年）8月に鹿児島放送に入社。2017年4月末にて退社し、家族の住む福岡に転居することを発表した。
2021年（令和3年）4月に気象予報士の資格取得。
関西アナウンススクールの卒業生である。

## 担当番組
NHK福岡放送局
- 気象情報（ラジオ）

RKBラジオ・RKBテレビ
- お天気コーナー

## 過去の担当番組

### 気象予報士として
NHK福岡放送局
- おはよう九州沖縄（主に平日担当の佐々木理恵欠演時の気象キャスター・2022年2月14日 - 2022年4月25日[注 1]）

### アナウンサーとして
NHK高知放送局
- こうち情報いちばん（リポーター）[12]

愛媛朝日テレビ
- ココロンタイム [5]
- スーパーJチャンネルえひめ
- eatニュース（シフト勤務）

広島テレビ放送
- NNNストレイトニュース（広島ローカルパート）[2]
- テレビ派

鹿児島放送
- KKBニュース（シフト勤務）
- かごしま ひと最前線（フリーキャスターの有賀真姫と交代で担当）
- KKBスーパーJチャンネル（2016年10月 - 2017年4月） - かごしまのみんなでソラをライブ